# Глюкщат
Глюкщат (на немски: Glückstadt; на датски: Lykstad) на Долна Елба се намира в рамките на метрополният регион Хамбург и е вторият по големина град в окръг Щайнбург след Ицехое. Градът е известен отвъд границите на района предимно със своето традиционно производство на осолена херинга, а също в самия регион и с ферибота по Елба по линията Глюкщат – Вишхафен, свързвайки по този начин крайбрежието на Северно море в Шлезвиг-Холщайн с Вишхафен в Долна Саксония.
- Редица от къщи
покрай вътрешното пристанище
- жп гара Глюкщат